# ورزشگاه براین
ورزشگاه براین (به لاتین: Bryne Stadion) یک ورزشگاه فوتبال در نروژ است که در برینا واقع شده‌است.